# Dorfhain
Dorfhain ist eine Gemeinde im Nordwesten des Landkreises Sächsische Schweiz-Osterzgebirge. Sie befindet sich etwa 20 Kilometer südwestlich der sächsischen Landeshauptstadt Dresden und gehört zu den Gemeinden im Landkreis mit der geringsten Einwohnerzahl und Fläche. Dorfhain ist Mitglied einer von der Nachbarstadt Tharandt geführten Verwaltungsgemeinschaft.
Dorfhain wurde erstmals 1351 urkundlich erwähnt und wahrscheinlich von den Siedlern der heutigen Wüstung Warnsdorf gegründet. Danach war der Ort etwa 400 Jahre lang von 1500 bis 1900 vom Bergbau geprägt, zu Ende des 18. Jahrhunderts begann der verstärkte Silberbergbau um Dorfhain. Nach dem Zweiten Weltkrieg kam der Ort in die DDR und gehörte bis 1994 zum Kreis bzw. Landkreis Freital, danach zum Weißeritzkreis und heute zum Landkreis Sächsische Schweiz-Osterzgebirge.

## Geographie
Die Gemeinde befindet sich, am Rande des Tharandter Waldes im Osterzgebirge gelegen, zirka zehn Kilometer nordwestlich der Großen Kreisstadt Dippoldiswalde und acht Kilometer südwestlich der Großen Kreisstadt Freital. Dorfhain liegt am linken Talhang der Wilden Weißeritz, die in der Altenberger Gegend ihre Quelle hat und südlich von Dorfhain zur Talsperre Klingenberg aufgestaut wird. Die Weißeritz vereinigt sich in Freital-Hainsberg mit der weiter östlich fließenden Roten Weißeritz zur „Vereinigten“ Weißeritz, die dann in Dresden in die Elbe mündet.
Das Gemeindegebiet ist deckungsgleich mit der Grenze der gleichnamigen Gemarkung und hat eine Fläche von 6,25 km². Die Entfernung vom nördlichsten zum südlichsten Punkt beträgt etwa 3,5 Kilometer, die Entfernung vom östlichsten zum westlichsten Punkt etwa 4,5 Kilometer. Bebaut ist nur der mittlere und der östliche Teil der Gemarkung, die übrigen Gemeindeflächen werden landwirtschaftlich genutzt oder sind Waldgebiet. Von den 628 Hektar Bodenfläche hat der landwirtschaftlich genutzte Boden mit 463 Hektar den größten Anteil. Es folgen mit 90 Hektar die Waldflächen und mit 67 Hektar die Siedlungs- und Verkehrsflächen. Diese lassen sich in Gebäude- und Freiflächen (39 Hektar), Verkehrsfläche (24 Hektar), Erholungsfläche (3 Hektar), und Friedhofsfläche (1 Hektar) unterteilen. Von der Verkehrsfläche sind 15 Hektar Straßen, Wege und Plätze. Die Wasserfläche hat einen Anteil von 6 Hektar, 2 Hektar werden anderweitig genutzt.
Dorfhain kann in die Ortsteile Kleindorfhain, Mitteldorfhain und Großdorfhain untergliedert werden, die jedoch so weit zusammengewachsen sind, dass keine sichtbaren Grenzen zwischen ihnen mehr existieren. Zum Gemeindegebiet gehört auch ein Teil der Siedlung Edle Krone.
Dorfhain wird im Norden von der Stadt Tharandt und im Süden von der Gemeinde Klingenberg umschlossen. Umliegende Orte sind Edle Krone im Nordosten, Höckendorf im Südosten, Obercunnersdorf im Süden, Klingenberg im Südwesten sowie Grillenburg im Nordwesten.

## Verkehr
Die B 173 verläuft nördlich und die B 170 östlich des Gemeindegebietes. Über Dorfhainer Territorium führt die Bahnstrecke Dresden–Werdau, jedoch nicht durch die Ortslage. Die nächstgelegenen Bahnhöfe sind Klingenberg-Colmnitz und Tharandt, zudem gibt es einen Haltepunkt in Edle Krone. Dorfhain ist mit den Buslinien des Regionalverkehrs Sächsische Schweiz-Osterzgebirge an den öffentlichen Personennahverkehr des Verkehrsverbundes Oberelbe angebunden.
Der Eisenbahnunfall von Edle Krone im Dezember 1943 ereignete sich auf Dorfhainer Flur.

## Geschichte

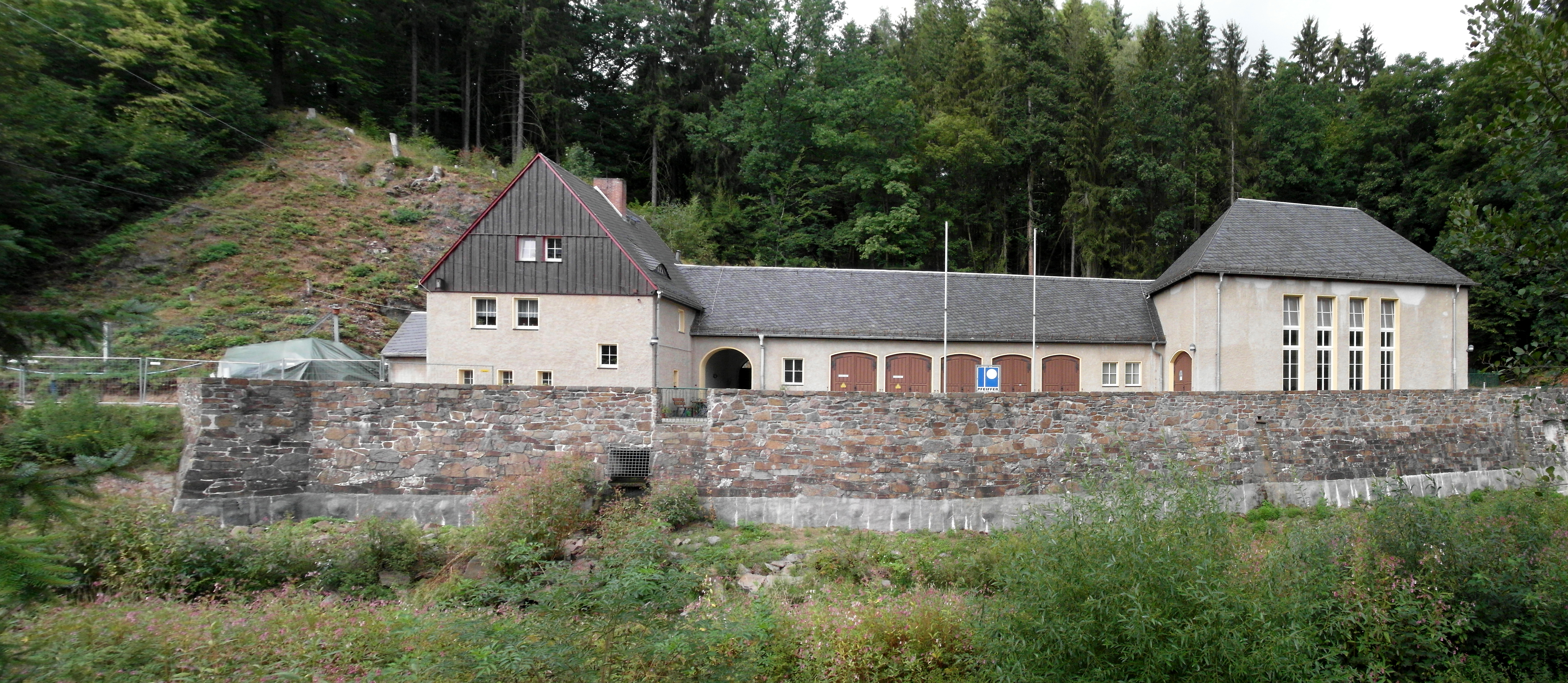
Wasserkraftwerk Dorfhain

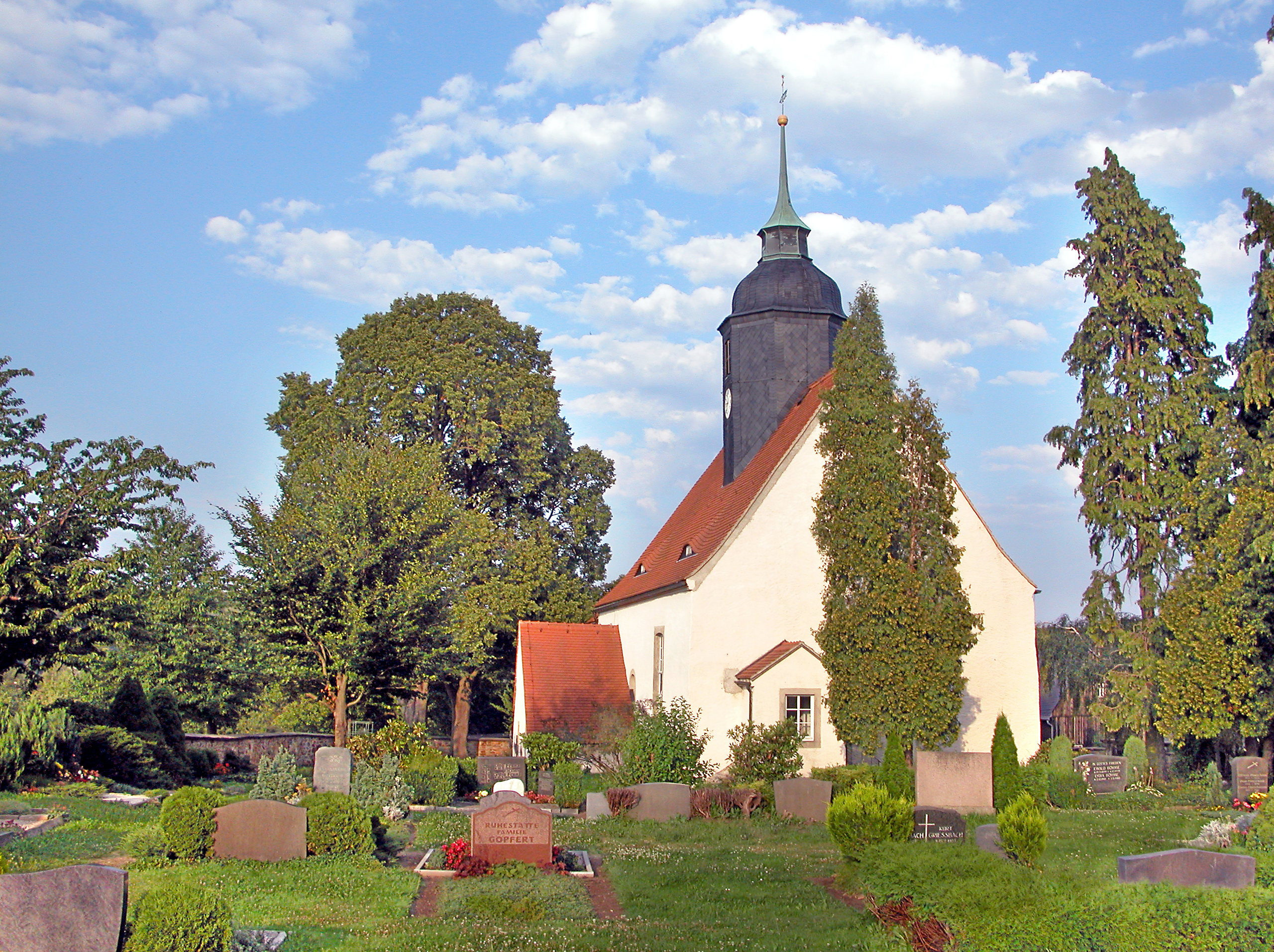
Kirche Dorfhain

Die erste urkundliche Erwähnung fand 1351 statt, erstmalige Ansiedlungen gab es aber bereits um 1300. Es wird vermutet, dass dies von Warnsdorf aus geschah. 1944 wird das Wasserkraftwerk Dorfhain in Betrieb genommen.
1952 wird Dorfhain, das bis dahin zum Kreis Dresden gehörte, dem neu geschaffenen Kreis Freital zugeschlagen. Nach der Fusion des Landkreises Freital mit dem Landkreis Dippoldiswalde wurde Dorfhain 1994 Teil des neuen Weißeritzkreises, der 2008 im Landkreis Sächsische Schweiz-Osterzgebirge aufging. Während der Jahrhundertflut im August 2002 zerstörten die Fluten der Wilden Weißeritz Gebäude und Straßen Dorfhains.
Mit dem Gemeindegebietsreformgesetz 1998 erfolgte die Bildung der Verwaltungsgemeinschaft mit Tharandt zum 1. Januar 1999, die bisher von Dorfhain nicht vollständig vollzogen wurde, wo es bis dato eine eigene kleine Verwaltung gibt. Aufgrund der kritischen Haushaltslage der Gemeinde wurden mehrfach Sondierungsgespräche mit den Nachbargemeinden bezüglich einer Gemeindevereinigung durchgeführt. Nachdem eine Gemeindefusion mit Höckendorf scheiterte und diese mit Tharandt ausgeschlossen wurde, wollte die Gemeinde mit der Großen Kreisstadt Freital zusammengehen. Dazu wären, mangels gemeinsamer Grenze, ein Gebietstausch mit Klingenberg oder Tharandt und die Auflösung der Verwaltungsgemeinschaft mit Tharandt notwendig gewesen, wofür es keine rechtlichen Grundlagen gab. Inzwischen setzt der Ort im Zuge der Konsolidierung wieder auf seine Selbständigkeit.

### Entwicklung der Einwohnerzahl
| Jahr    | Einwohnerzahl                                |
| ------- | -------------------------------------------- |
| 1550/51 | Großdorfhain: 19 besessene Mann, 41 Inwohner |
| 1550/51 | Kleindorfhain: 17 besessene Mann 31 Inwohner |
| 1764    | 25 besessene Mann, 10 Gärtner, 50 Häusler    |
| 1834    | 892                                          |
| 1871    | 1124                                         |
| 1890    | 1077                                         |
| 1910    | 1158                                         |
| 1925    | 1298                                         |
| 1939    | 1329                                         |
| 1946    | 1556                                         |
| 1950    | 1570                                         |
| 1964    | 1576                                         |

| Jahr | Einwohnerzahl |
| ---- | ------------- |
| 1990 | 1254          |
| 1995 | 1257          |
| 2000 | 1341          |
| 2005 | 1231          |
| 2010 | 1120          |
| 2015 | 1094          |
| 2020 | 1077          |

## Politik

### Gemeinderat
Seit der Gemeinderatswahl am 9. Juni 2024 verteilen sich die 12 Sitze des Gemeinderates folgendermaßen auf die einzelnen Gruppierungen:
- CDU: 5 Sitze
- AfD: 4 Sitze
- Freie Wählergemeinschaft Dorfhain (FWD): 3 Sitze

| Gemeinderat ab 2024Insgesamt 12 Sitze - FW D: 3 - CDU: 5 - AfD: 4 | Liste                 | 2024   | 2024   | 2019   | 2019   | 2014   | 2014   |
| Gemeinderat ab 2024Insgesamt 12 Sitze - FW D: 3 - CDU: 5 - AfD: 4 | Liste                 | Sitze  | in %   | Sitze  | in %   | Sitze  | in %   |
| Gemeinderat ab 2024Insgesamt 12 Sitze - FW D: 3 - CDU: 5 - AfD: 4 | CDU                   | 5      | 36,8   | 6      | 45,7   | 7      | 54,7   |
| Gemeinderat ab 2024Insgesamt 12 Sitze - FW D: 3 - CDU: 5 - AfD: 4 | AfD                   | 4      | 33,2   | –      | –      | –      | –      |
| Gemeinderat ab 2024Insgesamt 12 Sitze - FW D: 3 - CDU: 5 - AfD: 4 | Freie Wähler Dorfhain | 3      | 27,2   | 5      | 45,2   | 3      | 30,0   |
| Gemeinderat ab 2024Insgesamt 12 Sitze - FW D: 3 - CDU: 5 - AfD: 4 | Linke                 | –      | 2,8    | 1      | 9,2    | 1      | 15,2   |
| Gemeinderat ab 2024Insgesamt 12 Sitze - FW D: 3 - CDU: 5 - AfD: 4 | Wahlbeteiligung       | 77,3 % | 77,3 % | 73,9 % | 73,9 % | 62,8 % | 62,8 % |

### Bürgermeister
Am 9. September 2007 fand eine Bürgermeisterwahl statt, um einen Nachfolger für den langjährigen Bürgermeister Lothar Mende zu bestimmen. Mende war zum ersten Mal in der Mitte der 1980er Jahre Bürgermeister von Dorfhain. Gewählt wurde Olaf Schwalbe (CDU) mit 86,2 %. Michael Funk (Grüne) erhielt 13,8 % der Wählerstimmen. Die Wahlbeteiligung lag bei 72,2 %.
| Wahl | Bürgermeister  | Vorschlag | Wahlergebnis (in %) |
| ---- | -------------- | --------- | ------------------- |
| 2021 | Olaf Schwalbe  | CDU       | 96,6                |
| 2015 | Olaf Schwalbe  | CDU       | 94,4                |
| 2007 | Olaf Schwalbe  | CDU       | 86,2                |
| 2003 | Lothar Mende   | CDU       | 99,5                |
| 1994 | Sylvia Richter | CDU       | 90,7                |

## Persönlichkeiten
- Christoph Gottlob Grundig (1707–1780), Theologe, Superintendent und Publizist
- Alwin Böhme (* 13. April 1869 in Dorfhain; † 5. Januar 1949), Missionar, Geistlicher
- Otto Hermann Mende (1885–1940), Unternehmer, Gründer der Firma Radio H. Mende
- Helmut Petzold (* 1911 in Leipzig; † 24. April 1996), Dr. theol., Pfarrer und Chronist, schrieb die Chronik von Dorfhain
- Rikarda Groß (1948–2019), Industriekauffrau und Autorin
- Lothar Mende (* 1952), Politiker (CDU), Mitglied des Sächsischen Landtags

## Kultur und Sehenswürdigkeiten

### Kulturdenkmale
- → Hauptartikel: Liste der Kulturdenkmale in Dorfhain

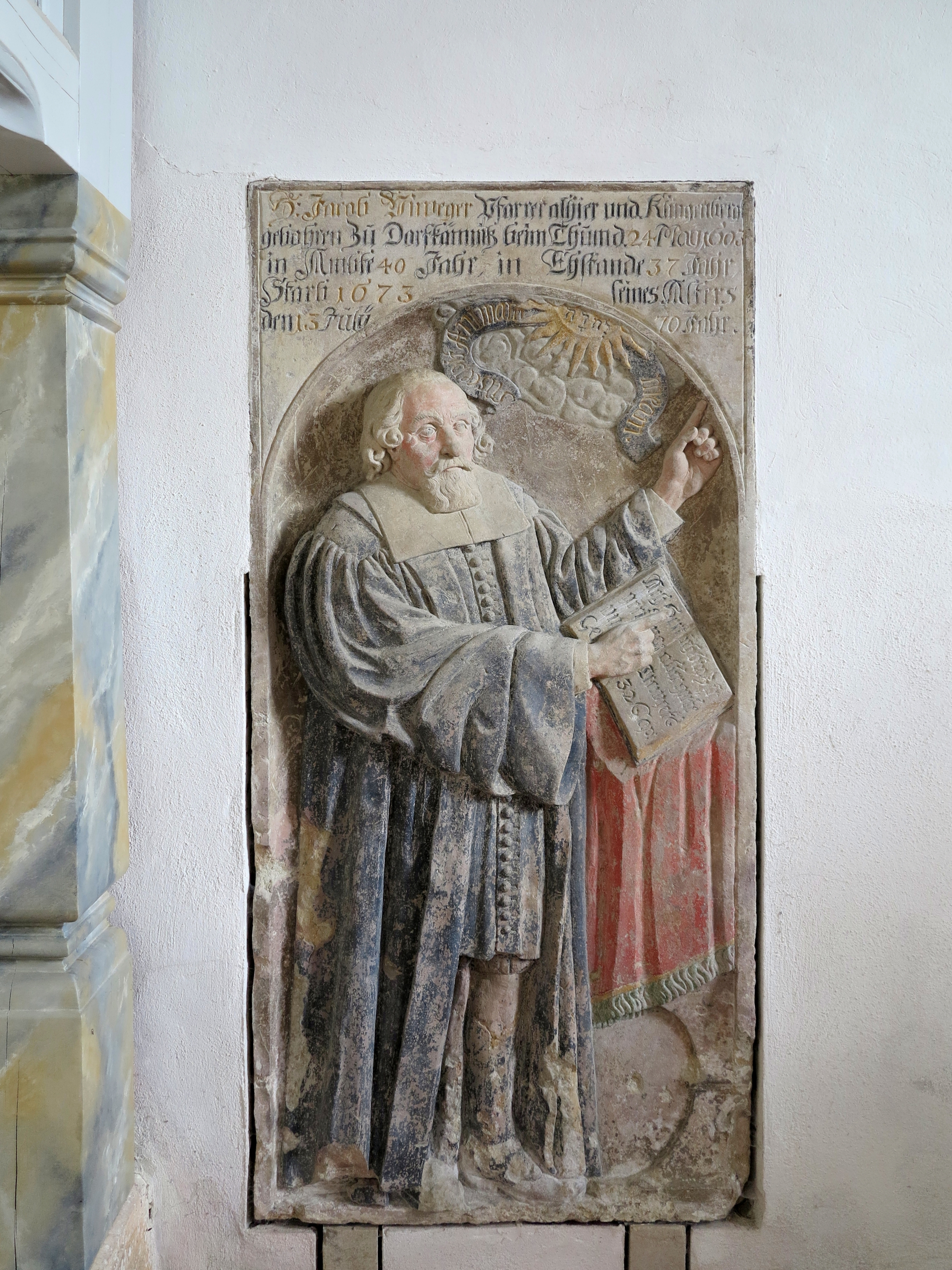
Das Epitaph erinnert an Pfr. Jacob Vieweger (1603–1673), der 40 Jahre Pfarrer und 37 Jahre verheiratet war
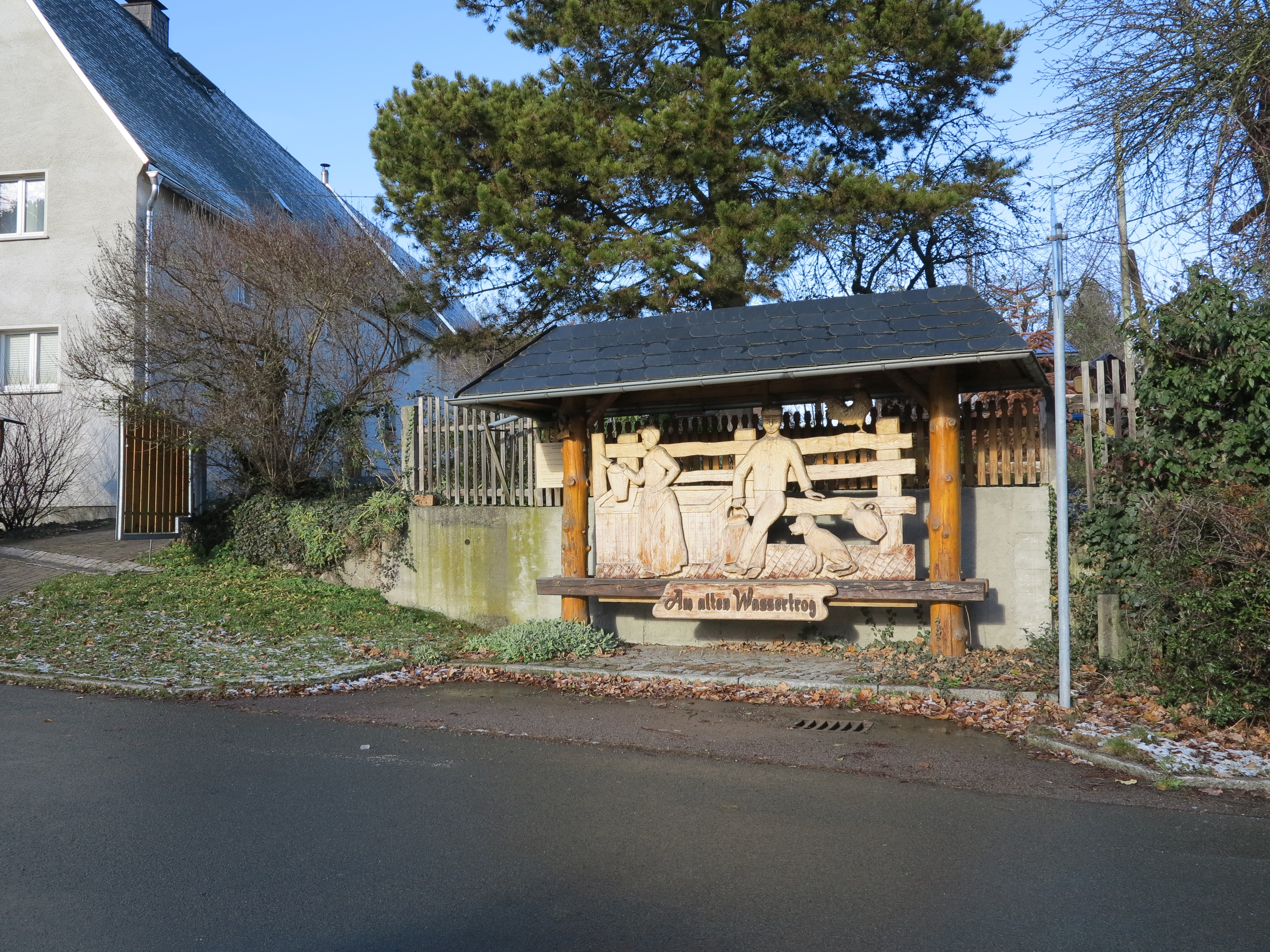
Bis das Dorf 1927 eine Wasserleitung bekam, befand sich hier ein Steintrog, der aus einer Quelle gespeist wurde und der allgemeinen Wasserversorgung diente
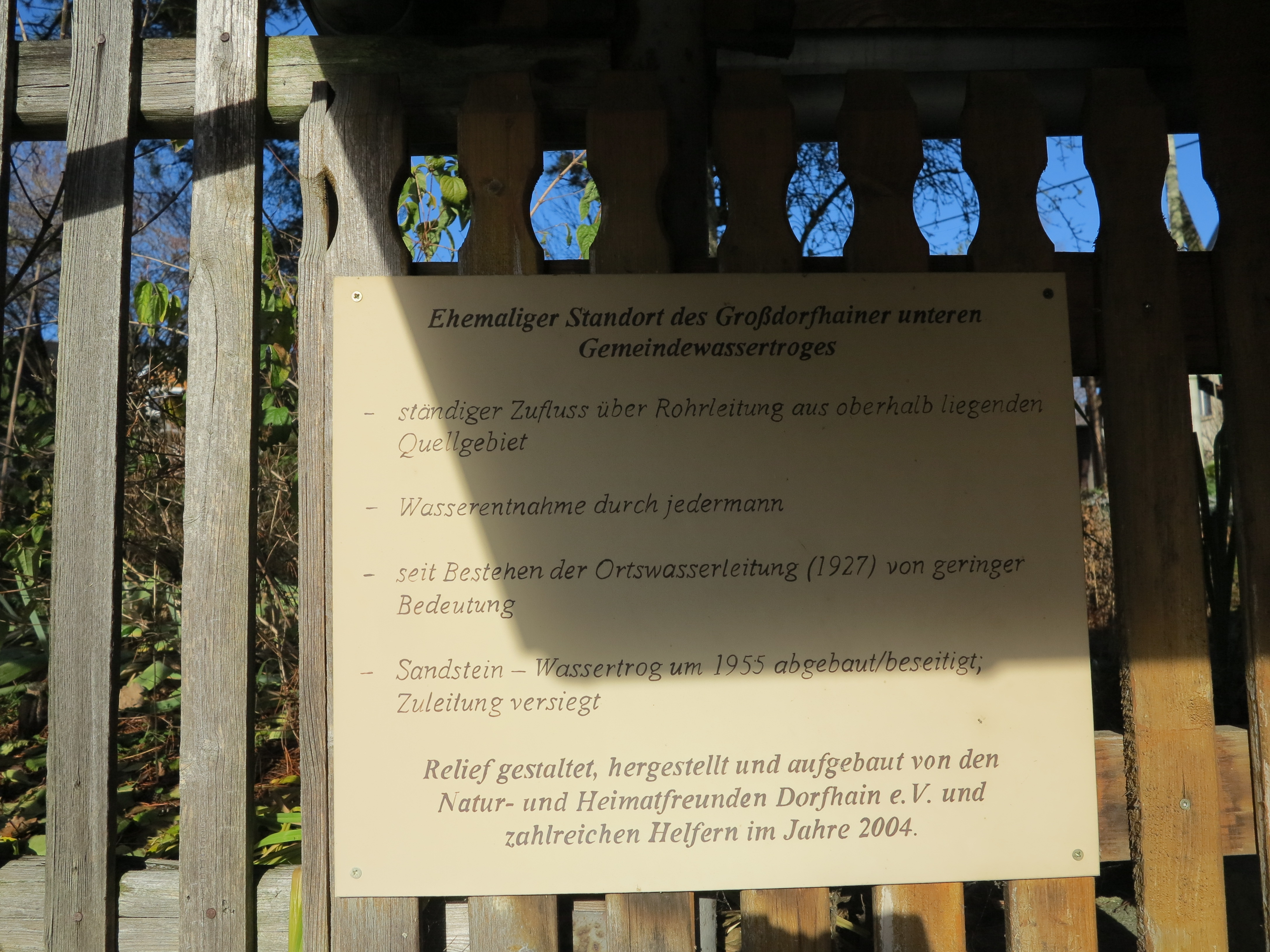
Info-Tafel zur Geschichte der Wasserversorgung des Dorfes

### Naturdenkmale
- Siehe auch: Liste der Naturdenkmale in Dorfhain